# Marguerite Ninove
Marie Marguerite François dite Marguerite Ninove ou Ninove, née le 12 juillet 1871 à Ath en Belgique et morte à une date indéterminée après août 1932, est une actrice de théâtre et de cinéma française d'origine belge.

## Biographie
Fille de Jean-Baptiste Omer François, imprimeur d'indiennes, et de Palmire Isabelle Aubry, son épouse, elle obtient un premier prix du Conservatoire de Bruxelles et commence sa carrière vers 1894 sous le pseudonyme de Marguerite Ninove. Un temps pensionnaire de la troupe du théâtre du Vaudeville, elle la quitte pour faire des tournées en province avec des artistes de la Comédie-française. Elle a notamment joué le rôle de Mimi dans La Vie de bohème de Théodore Barrière et Henry Murger, et celui de Marguerite Gauthier dans La Dame aux camélias d'Alexandre Dumas fils.
Au cinéma, elle a tourné dans une dizaine de films entre 1909 et 1924, avec des réalisateurs comme Michel Carré, Georges Monca, Adrien Caillard, Guy du Fresnay ou Charles Maudru.
Début mai 1931, elle joue dans une reprise de la pièce La Fleur d’oranger d'André Birabeau et Georges Dolley. Le 26 mai 1931, plusieurs entrefilets parus dans la presse indiquent que « Marguerite Ninove, 50 ans, artiste dramatique, 16 rue d'Édimbourg, a été renversée par un taxi » rue Damrémont à Paris et que « grièvement blessée, elle a été conduite à l'hôpital Bichat. »
Après cette date, son nom n'apparaît plus à l'affiche des théâtres et des cinémas. Tout porte à croire que les séquelles de son accident l'ont empêchée de reprendre ses activités professionnelles. 
On perd définitivement sa trace après qu'elle a obtenu sa naturalisation française, en août 1932. Elle avait alors 61 ans.

## Carrière au théâtre
- 1894 : Lidoire, pièce en 1 acte de Georges Courteline, au théâtre des Variétés de Marseille (février)[11]
- 1897 : Les Fourchambault, comédie en 5 actes d'Émile Augier, au théâtre municipal de Troyes (avril) : Blanche
- 1897 : La Vie de bohème, pièce en 5 actes de Théodore Barrière et Henri Murger, au théâtre de Sedan (octobre) : Mimi
- 1897 : L'Ami Fritz, comédie en trois actes d’Émile Erckmann et Alexandre Chatrian, au théâtre Graslin à Nantes (décembre)
- 1899 : Le Torrent, comédie en quatre actes de Maurice Donnay, au Grand-Théâtre de Gand (19 octobre) : Charlotte
- 1900 : La Conscience de l'enfant, comédie de Gaston Devore, au Grand-Théâtre de Lille (3 mars) et au Grand-Théâtre d'Amsterdam (19 juin) : Germaine
- 1900 : Le Flibustier, comédie en trois actes de Jean Richepin, au Grand-Théâtre de Gand (mai)
- 1900 : La Dame aux camélias, drame en cinq actes d'Alexandre Dumas fils, mise en scène de Sarah Bernhardt, au théâtre de Vevey (21 septembre) : Marguerite Gauthier
- 1901 : Frou-frou, pièce de Henri Meilhac et Ludovic Halévy, au Grand-Théâtre de Lille (janvier) : Gilberte
- 1901 : Les Romanesques, pièce héroï-comique en trois actes d'Edmond Rostand : Sylvette
- 1901 : Jules, comédie en 1 acte de Gaston Derys et Henry Fransois, au théâtre des Capucines (21 novembre) : Lucette[12]
- 1902 : Le Maître de forges, comédie en 4 actes et 5 tableaux de Georges Ohnet, au Jardin d'acclimatation (avril) : Claire de Beaulieu
- 1903 : Le Billet de logement, comédie-vaudeville en 3 actes d'Antony Mars et Henri Kéroul, au théâtre de la Coupe d'Or à Rocherfort (9 mars) et au théâtre des Variétés de Toulouse (16 mai) : Paulette
- 1904 : Ces messieurs, comédie en cinq actes de Georges Ancey, au Grand-Théâtre de Gand (mars)
- 1907 : La Française, comédie en trois actes d'Eugène Brieux, au théâtre de La Rochelle (4 octobre), au théâtre des Arts de Rouen (21 octobre) et au Kursaal de Lille (9 décembre) : Marthe
- 1908 : Le Vieux Marcheur, comédie en 5 actes d'Henri Lavedan, au théâtre Montparnasse : Léontine
- 1909 : Les Aventures de Gavroche, pièce en 4 actes et 22 tableaux de Victor Darlay et Gaston Marot, musique de Marius Baggers, au théâtre du Châtelet (27 janvier) : Geneviève Réville[13]
- 1909 : Connais-toi, pièce en trois actes de Paul Hervieu, au Grand-Théâtre de Verviers (novembre)
- 1910 : Théodore et Cie, vaudeville en trois actes de Nicolas Nancey et Paul Armont, au théâtre de La Rochelle (14 janvier) et au théâtre de Bayonne (28 janvier)
- 1910 : L'amour veille, comédie en 4 actes de Robert de Flers et Gaston de Caillavet, au théâtre municipal de Chartres (12 mars) et au théâtre des Arts de Rouen (mai) : Lucienne
- 1910 : Sire, pièce en 5 actes d'Henri Lavedan, au théâtre des Arts de Rouen (19 avril) et au théâtre municipal de Luxembourg (25 avril) : Léonie Bouquet
- 1910 : Le Duel, pièce en 3 actes d'Henri Lavedan, au théâtre de Mâcon (décembre) : la duchesse de Chailles
- 1911 : Le Monde où l'on s'ennuie, comédie en 3 actes d'Édouard Pailleron, au Kursaal de Lille (21 janvier), au théâtre municipal de Nîmes (4 février) et au Palais d'Hiver de Pau (22 février) : Jeanne Raymond
- 1911 : Comme ils sont tous, comédie en 4 actes d'Adolphe Aderer et Armand Éphraïm, au Casino de Cabourg (juillet)
- 1911 : L'Éperon, pièce en 1 acte de Louis Schneider et André Delcamp, au théâtre Michel (Saint-Pétersbourg) (octobre)
- 1911 : Le Sphinx, drame en 4 actes d'Octave Feuillet au théâtre Michel (Saint-Pétersbourg) (novembre)
- 1912 : Cher Maître, comédie en 3 actes de Fernand Vandérem, au théâtre de Nantes (mai)
- 1912 : Le Malade imaginaire, comédie-ballet en 3 actes de Molière, au théâtre de Saint-Étienne (novembre) : Bélise
- 1914 : Samson, pièce en 4 actes d'Henri Bernstein, au théâtre de Nantes (avril)
- 1918 : Le Poulailler, comédie en 3 actes de Tristan Bernard, au théâtre des Arts (18 janvier)
- 1919 : L'École des satyres, comédie en 3 actes de Philippe Maquet, au théâtre Édouard VII (17 juin)
- 1923 : Le Couché de la mariée, comédie en 3 actes de Félix Gandéra, au théâtre Antoine (1er juin) : Mme Herbel
- 1923 : Faut réparer Sophie !, vaudeville en 3 actes d'André Mouëzy-Éon, au théâtre de la Scala (8 octobre): la Duchesse
- 1925 : Une grosse affaire, vaudeville en 3 actes de Maurice Hennequin et Pierre Veber, à la Scala (4 février) : Mme Macette
- 1925 : Le Coup de Jarnac, vaudeville en 3 actes d'Henry de Gorsse et Maurice de Marsan, à la Scala (26 mars) : Mme Bonafous
- 1925 : Un gosse dans les choux, vaudeville en 3 actes de Jean Guitton, à la Scala (24 avril) : Adèle Duponton
- 1925 : Monsieur Brotonneau, pièce en 3 actes de Robert de Flers et Gaston de Caillavet, au théâtre de l'Alhambra de Lille (octobre) : Thérèse Brotonneau
- 1926 : La Garçonne, pièce en 4 actes de Victor Margueritte, adaptée de son roman, au Théâtre du Nouvel-Ambigu : Mme Ambrat
- 1926 : La Famille Lavolette, comédie en 3 actes d'Eugène Brieux, au théâtre de l'Alhambra de Lille (novembre) : Mme Lavolette
- 1930 : Les Petits, pièce en 3 actes de Lucien Népoty, au théâtre municipal de Lisieux (29 janvier)
- 1930 : Chotard et Cie, comédie en 3 actes de Roger Ferdinand, au théâtre de l'Alhambra de Lille (mars) : Marie Chotard
- 1930 : Les Fruits de l'amour, pièce en 3 actes de Lucien Descaves, au théâtre de l'Alhambra de Lille (octobre) : Mme de Bienne
- 1931 : Les Corbeaux, drame en 4 actes d'Henry Becque, au théâtre municipal de Verdun (février) : Mme Vigneron
- 1931 : La Fleur d'oranger, comédie d'André Birabeau et Georges Dolley, au théâtre d'Amiens (mai) avec les tournées Charles Baret.

## Carrière au cinéma
- 1909 : Sœur Angélique de Michel Carré
- 1909 : La Maison sans enfant de Georges Monca :
- 1909 : Rat d'hôtel [réalisateur inconnu]
- 1911 : La Pécheresse [réalisateur inconnu] : la femme de Jean
- 1919 : Popaul et Virginie d'Adrien Caillard : Madame Médard
- 1921 : Un million dans une main d'enfant d'Adrien Caillard : Madame Muche
- 1921 : L'Ami des montagnes de Guy du Fresnay
- 1924 : Les Première Armes de Rocambole de Charles Maudru : Madame Fipart
- 1924 : Les Amours de Rocambole de Charles Maudru : Madame Fipart